# Atanàsia d'Egina
Atanàsia d'Egina (Egina, ca. 790 - Timia, Egina, 14 d'agost de 860) va ser una dona pietosa i monja de l'Imperi Romà d'Orient, consellera de l'emperadriu Teodora. És venerada com a santa per l'Església Catòlica i l'Ortodoxa.

## Vida
La vida d'Atanàsia és conenguda només per una vida que es conserva en el manuscrit Vaticanus Graecus 1660, datat de 916 i d'autor desconegut, però probablement un home que va escriure poc després de la seva mort.
Santa Atanàsia era filla dels nobles cristians, Nicetes i Irene, i va experimentar una unió mística d'una estrella que es fusionava amb el cor mentre es teixia al teler quan era una noia jove. Ella volia una vida espiritual, però un edicte imperial obligava a totes les dones solteres d'edat matrimonial a casar-se amb soldats. A setze anys, a petició dels seus pares, va complir i es va casar amb un jove ric, oficial de l'exèrcit, que morí 16 dies després en un combat contra els àrabs que havien assaltat la costa. Atanàsia volgué prendre els hàbits religiosos, però els seus pares la persuadiren de contraure un nou matrimoni, novament amb un home ric i molt devot que, com ella, es lliurava a la pregària i feia caritat repartint aliments entre els pobres. Entre els que rebien la seva caritat, la biografia esmenta els ἀθίγγανοι (athíngani o tsíngani), el que, segons els estudiosos contemporanis, podria ser una de les primeres referències al poble romaní (segle ix); aquest mot ἀθίγγανοι (literalment, 'intocables') fou manllevat per l'italià, que donà lloc al nom de zingari.
Atanàsia va lliurar la major part de les seves possessions, va convertir la seva casa en un convent i va començar a construir esglésies. Va servir com a abadessa i va ser coneguda per la seva curació miraculosa dels malalts i aquells que es veien posseïts. La seva comunitat es va traslladar més tard a Timia a prop de l'antiga església d'Esteve el Protomàrtir. Aquí les multituds s'aplegaven per veure-la. A mesura que creixia la fama, es va traslladar a Constantinoble cercant la soledat com a anacoreta, emparedada en una cel·la durant set anys. La fama del monestir arribà a l'emperadriu romana d'Orient Teodora, que va cridar-la a Constantinoble i la nomenà consellera per restaurar-hi el culte a les imatges després de la iconoclàstia. Hi passà set anys fins que l'any 860 va tornar a Egina, on va morir de causes naturals tres dies més tard a Timia, el 14 d'agost de 860.
Les seves relíquies es conserven a Timia en un reliquiari, i són venerades pels seus reputats poders curatius.